# Födelseattest
En födelseattest (synonymt med födelsebevis) visar var och när man är född, och anger vilka ens föräldrar är. 

## Sverige
Numera används inte detta i Sverige, utan det finns endast personbevis.
När ett barn föds i Sverige så fyller barnmorskan i en födelseanmälan och skickar in till skattekontoret. Barnets födelse registreras i folkbokföringsregistret hos Skatteverket och barnet får ett personnummer.